# 第237步兵師 (德國國防軍)
德國國防軍陸軍第237步兵師（德語：237. Infanterie-Division）是納粹德國國防軍陸軍的一個步兵師。該師於1944年7月組建。
該師組建後，在意大利和巴爾幹半島作戰。
該師最後於1945年5月向南斯拉夫游擊隊投降。

## 註腳
1. ↑  Mitcham（2007年）